# Sant Esteve de Prunet
Sant Esteve de Prunet és l'església del poble de Prunet, al Rosselló, en el terme comunal de Prunet i Bellpuig. Antigament havia estat parròquia independent.
Està situada en el petit poble de Prunet, en el terç nord-oriental de la comuna de Prunet i Bellpuig.

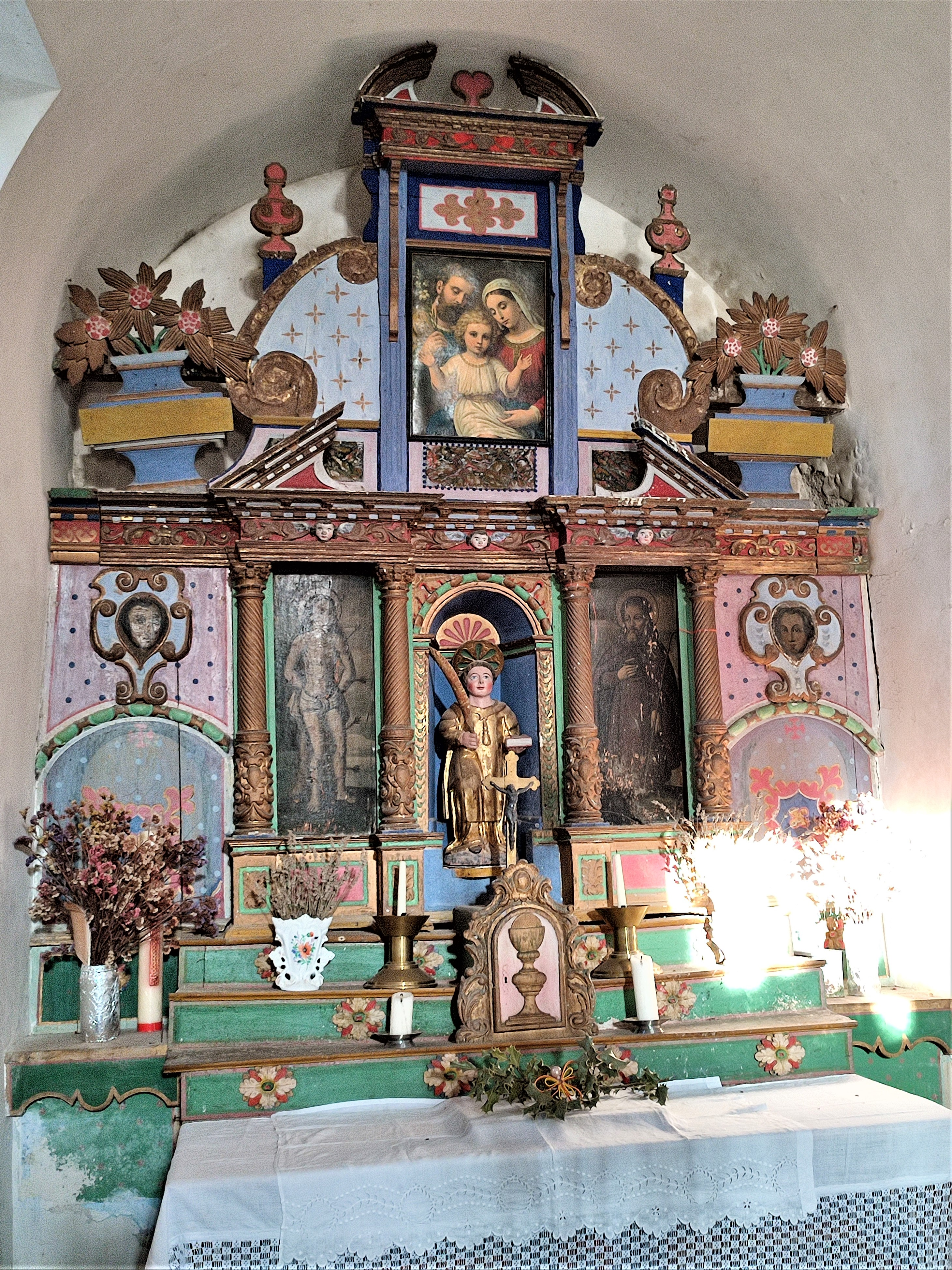
Retaule policromat

Es tracta d'un temple característic de l'època preromànica (segle xi) de nau única orientada a l'est i capçalera més estreta i baixa que la nau, amb forma lleugerament trapezoïdal. La cobertura és de volta de canó sobre la qual se sustenta un campanar quadrat, també del segle xi, amb finestres geminades. Posteriorment, hom afegí al costat sud de l'església una capella lateral. Al fons de la nau hi ha una tribuna en fusta, feta del segle xvii. La portada d'entrada en marbre rosa, a la façana occidental, és del segle xiii; i la porta té alguns interessants ferratges antics. Rere l'altar hi ha un retaule policromat. Sembla que prové d'aquesta església el "Sant Crist de la Trinitat", una obra del segle xii.
L'església i el cementiri annex van ser declarats Monument històric de França l'any 2004.
S'hi celebra una festa el primer diumenge d'agost.